# Sort Hjerte
|  | Denne artikel er oprettet af botten PalnaBot ud fra en ekstern database. Den kan derfor have sproglige fejl eller mangler. Denne skabelon kan fjernes efter kontrol af indholdet. |

Sort Hjerte er en kortfilm fra 1995 instrueret af Thomas Rostock efter manuskript af Thomas Rostock.

## Handling
En tragisk teenage kærlighedshistorie. Stine er en manio-depressiv techno-fan, som den bløde Tobias forelsker sig i.